# Amor platònic

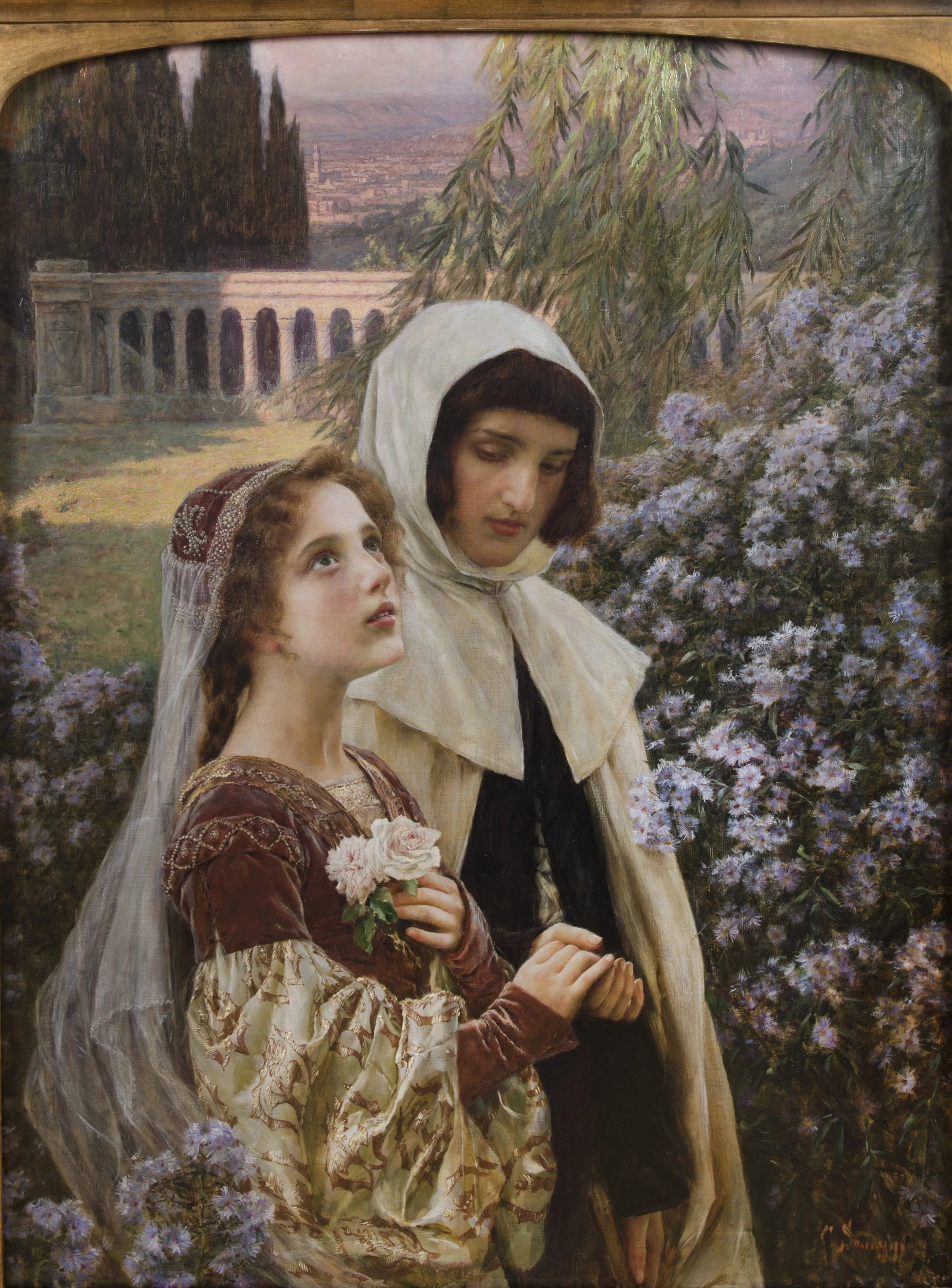
L'exemple més famós d’amor platònic de la literatura italiana és l’amor de Dante per la seva inspiradora musa Beatrice. La dona del Paradís es convertirà en la companya i guia, substituint Virgili, fins a la visió beatífica accessible només mitjançant la intermediació de Maria. "Dante i Beatriu al jardí", 1903, obra prerafaelita del pintor Cesare Saccaggi.

L'amor platònic és un tipus d'amor en què el desig sexual o els trets romàntics són inexistents o han estat suprimits, sublimats o purgats, però significa més que una simple amistat. El terme ve de la noció d'amor en Plató. Per a aquest filòsof, l'amor era una via cap al coneixement, ja que estimant les coses belles hom podia copsar la idea abstracta de bellesa, una de les més altes jeràrquicament en el món intel·ligible, i així arribar al saber.
Aquest amor es basava en la contemplació i en la reflexió i és aquest caràcter el que va originar el terme amor platònic, usat com a sinònim d'un amor pur des del segle xv (per exemple, en les obres de Marsilio Ficino). Aquesta noció pren de l'amor cortès anterior l'adoració de l'ésser estimat i li treu la part sensual (és, per tant, un tipus de l'anomenat bon amor medieval, en oposició al mal amor que sorgeix de l'instint, com en l'obra de l'Arxipreste d'Hita). Posteriorment, van aparèixer les variants d'amor platònic entre amics i amor platònic secret, aquell que s'acontentava amb el sentiment que provocava la visió de l'estimat, sense intentar anar més enllà, ni tan sols en la declaració.
L'amor platònic és més freqüent en l'adolescència, i en la literatura apareix a vegades lligat a l'homosexualitat o a l'homoerotisme.